# Étienne Ghys

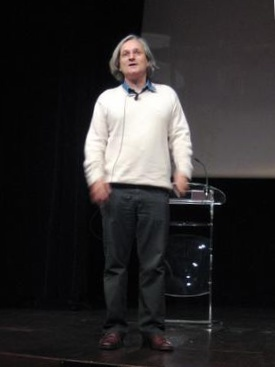
Étienne Ghys in Bures-sur-Yvette, 2007

Étienne Ghys (* 29. Dezember 1954 in Lille) ist ein französischer Mathematiker.

## Biographie
Ghys studierte 1974 bis 1978 an der École normale supérieure in Saint-Cloud. 1975 erhielt er seine Licence in Mathematik an der Universität Paris-Süd in Orsay. 1977 erhielt er seine Agrégation und 1979 sein Diplom (Thése du Troisieme Cycle) an der Universität Lille, wo er danach forschte und sich auch 1986 habilitierte. Ab 1974 war er Forscher des CNRS. 1979 bis 1981 war er am Forschungsinstitut für Mathematik IMPA in Rio de Janeiro. 1982/83 war er Assistant Professor an der City University of New York. Er ist seit 1988 Forschungsdirektor des CNRS an der Unité de mathématiques pures et appliquées (UMPA) der École normale supérieure de Lyon, deren Direktor er von 1998 bis 2002 war.
Er ist verheiratet und hat zwei Kinder.
Zu seinen Doktoranden gehört Serge Cantat.

## Werk und Auszeichnungen
Ghys befasste sich unter anderem mit Geometrie, Topologie und dynamischen Systemen, insbesondere komplexer Dynamik.
Bis zum Jahre 2010 war Ghys Herausgeber der Publications mathématiques de l´IHES. Er ist Ko-Autor der Computergraphik-Filme Dimensions – une promenade mathématique und Chaos - une aventure mathématique, wobei er für den mathematischen Hintergrund und das Szenario verantwortlich zeichnet.
1991 erhielt er die Silbermedaille des CNRS. Seit 1994 ist er korrespondierendes Mitglied und seit 2004 Mitglied der Französischen Akademie der Wissenschaften, deren Prix Servant er 1990 erhielt. Seit 2002 ist er zudem auswärtiges Mitglied der mexikanischen Akademie der Wissenschaften. 2012 wurde er zum Mitglied der Academia Europaea gewählt. 2017 wurde er Ehrenmitglied der London Mathematical Society. Auf dem ICM 2006 in Madrid hielt er einen Plenarvortrag über Knots and Dynamics. Eingeladener Sprecher war er sowohl 1990 auf dem ICM in Kyōto (Le cercle a l´infini des surfaces a courbure negative) als auch 2014 auf dem ICM in Seoul (The internet and the popularization of mathematics). Er ist Ehrendoktor der Universität Genf (2008).

## Schriften (Auswahl)
- Le cercle à l'infini des surfaces à courbure négative. International Congress of Mathematicians, Vol. I, II (Kyōto, 1990), 501–509, Math. Soc. Japan, Tokyo, 1991.
- Mit J. Barge: Cocycles d'Euler et de Maslov. Math. Ann. 294 (1992), no. 2, 235–265.
- Topologie des feuilles génériques. Ann. of Math. (2) 141 (1995), no. 2, 387–422.
- Actions de réseaux sur le cercle. Invent. Math. 137 (1999), no. 1, 199–231.
- Laminations par surfaces de Riemann. Dynamique et géométrie complexes (Lyon, 1997), 49–95, Panor. Synthèses, 8, Soc. Math. France, Paris, 1999.
- Groups acting on the circle. Enseign. Math. (2) 47 (2001), no. 3–4, 329–407.
- Knots and dynamics. International Congress of Mathematicians. Vol. I, 247–277, Eur. Math. Soc., Zürich, 2007.